# A Christmas Album
A Christmas Album ist ein Musikalbum von Barbra Streisand.

## Hintergrund
A Christmas Album ist das erste Album von Barbra Streisand mit Weihnachtsliedern. Es ist eines der bestverkauften Alben in der Karriere von Barbra Streisand und eines der bestverkauften Alben mit Weihnachtsliedern überhaupt. Das Album wurde von der RIAA mit fünf Platin-Schallplatten ausgezeichnet. A Christmas Album erschien wie Streisands neuestes Studioalbum Simply Streisand im Oktober 1967. Das Coverfoto wurde am 16. Juni 1967 während einer Probe zu ihrem Konzert im Central Park aufgenommen. Die Lieder auf der ersten Schallplattenseite sind populäre amerikanische Christmas Songs und weihnachtliche Standards, die von Marty Paich arrangiert und dirigiert wurden, wobei die humorvolle, fast kabarettistische Eröffnungsnummer von Jingle Bells am auffälligsten ist. Auf der zweiten Seite der LP singt Barbra Streisand kirchliche Weihnachtslieder, die von Ray Ellis arrangiert und dirigiert wurden.
Die CD-Version von A Christmas Album erschien 1995 bei Columbia Records (heute: Sony).

## Track Liste

### Seite A
1. Jingle Bells? (James Pierpont) – 1:58
2. Have Yourself a Merry Little Christmas (Ralph Blane, Hugh Martin) – 3:14
3. The Christmas Song (Chestnuts Roasting on an Open Fire) (Mel Tormé, Bob Wells) – 4:00
4. White Christmas (Irving Berlin) – 3:08
5. My Favorite Things (Oscar Hammerstein, Richard Rodgers) – 3:09
6. The Best Gift (Lan O’Kun) – 3:11

### Seite B
1. Sleep in Heavenly Peace (Silent Night) (Franz Gruber) – 3:07
2. Gounod’s Ave Maria (Charles Gounod) – 3:26
3. O Little Town of Bethlehem (Phillips Brooks, Lewis Redner) – 2:58
4. I Wonder as I Wander (John Jacob Niles) – 3:18
5. The Lord’s Prayer (Albert Hay Malotte) – 2:43

## Charts und Chartplatzierungen
| Periode   | Höchstplatzierung, GesamtwochenChartsChartplatzierungen (Periode, Platzierungen, Wochen) |
| Periode   | US                                                                                       |
| --------- | ---------------------------------------------------------------------------------------- |
| 1981/82   | US108 (5 Wo.)US                                                                          |
|           |                                                                                          |
|           |                                                                                          |
| 1990/91   | US167 (4 Wo.)US                                                                          |
|           |                                                                                          |
|           |                                                                                          |
| 2012/13   | US153 (5 Wo.)US                                                                          |
| 2013/14   | US193 (2 Wo.)US                                                                          |
| 2014/15   | US185 (3 Wo.)US                                                                          |
| Insgesamt | US108 (19 Wo.)US                                                                         |